# Campo los Toros
Campo los Toros är en ort i Mexiko.   Den ligger i kommunen Chenalhó och delstaten Chiapas, i den sydöstra delen av landet, 700 km öster om huvudstaden Mexico City. Campo los Toros ligger 1 528 meter över havet och antalet invånare är 314.
Terrängen runt Campo los Toros är kuperad åt sydost, men åt nordväst är den bergig. Runt Campo los Toros är det ganska tätbefolkat, med 134 invånare per kvadratkilometer. Närmaste större samhälle är Pantelhó, 15,6 km nordost om Campo los Toros. Omgivningarna runt Campo los Toros är en mosaik av jordbruksmark och naturlig växtlighet.